# Leucopis marcida
Leucopis marcida är en tvåvingeart som beskrevs av Tanasijtshuk 1968. Leucopis marcida ingår i släktet Leucopis och familjen markflugor. Inga underarter finns listade i Catalogue of Life.